# Palazzo Vitrioli
Palazzo Vitrioli è un importante edificio storico di Reggio Calabria, posto al centro della città, appartenuto ad una delle più nobili e colte famiglie reggine. La costruzione occupa l'isolato delimitato dal Corso Giuseppe Garibaldi e le vie Diego Vitrioli, Fratelli Plutino e Capobianco.

## Storia dell'edificio
Situato sul Corso Garibaldi di fronte Piazza Camagna, il palazzo si inserisce nel circuito della ricostruzione della città post terremoto 1908. Il primo progetto risalente al 1915, si basava sulla proposizione di apparati decorativi liberty. Ma già l'anno successivo l'edificio presentava motivi tradizionali appartenenti alla tradizione neoclassica. Il Palazzo nasce come residenza privata per la famiglia Vitrioli, il cui esponente più illustre, Diego, viene ricordato come primo alfabetizzatore della Calabria. Presumibilmente negli anni '50, il Palazzo cambia la propria destinazione d'uso: il piano nobile viene adibito ad albergo, mentre il piano inferiore viene destinato ad esercizi commerciali di vario genere, subendo così sostanziali modifiche nell'assetto distributivo. Nell'aprile 2008, l'edificio viene destinato in parte ad abitazione privata ed in parte alla sede di "Banca Generali".

## La famiglia Vitrioli
La famiglia Vitrioli è sicuramente tra le famiglie reggine la più evocata, sia per il patrimonio letterario prodotto dal latinista Diego Vitrioli, cantore dello “Xiphias”, poemetto di grande fama e sia per il patrimonio di opere pittoriche realizzate da Annunziato e Tommaso Vitrioli. Tra i componenti di questa famiglia ritroviamo musicisti, pittori, poeti, letterati e avvocati di indiscusso valore, nonché professionisti di alto merito.
Nel 2007 gli eredi della storica famiglia Vitrioli hanno ceduto al Comune di Reggio Calabria il patrimonio librario appartenuto al celebre Umanista Diego Vitrioli, la Pinacoteca di proprietà di famiglia composta da circa 130 quadri, svariati mobili ed oggetti di importanza storica ed economica rilevati dallo studio personale del latinista, amico di Giovanni Pascoli. Nel dettaglio l'imponente patrimonio culturale ed artistico donato, farà parte integrante del nascituro museo civico di Reggio Calabria, che sarà ospitato presso l'ex monastero della Visitazione, in fase di completamento.